# Neodymium-145
Neodymium-145 of 145Nd is een stabiele isotoop van neodymium, een lanthanide. Het is een van de vijf stabiele isotopen van het element, naast neodymium-142, -143, -146 en -148. Daarnaast komen ook twee langlevende radio-isotopen voor, namelijk neodymium-144 en -150. De abundantie op Aarde bedraagt 8,3%. 
Neodymium-145 ontstaat onder meer bij het radioactief verval van praseodymium-145, promethium-145 en samarium-149.
{\displaystyle {\ce {{^{145}_{59}Pr}->{^{145}_{60}Nd}+{e^{-}}+{\bar {\nu }}_{e}}}}
{\displaystyle {\ce {{^{145}_{61}Pm}->{^{145}_{60}Nd}+{e^{+}}+{\nu }_{e}}}}
{\displaystyle {\ce {{^{149}_{62}Sm}->{^{145}_{60}Nd}+\,_{2}^{4}\alpha }}}
Men vermoedt dat de isotoop via alfaverval vervalt tot de radio-isotoop cerium-141. Neodymium-145 heeft echter een halfwaardetijd van 6 × 1016 jaar en derhalve kan de isotoop als stabiel beschouwd worden. Dit vanwege het feit dat de halfwaardetijd vele malen groter is dan de leeftijd van het universum.
{\displaystyle {\ce {{^{145}_{60}Nd}->{^{141}_{58}Ce}+\,_{2}^{4}\alpha }}}
124Nd · 125Nd · 126Nd · 127Nd · 128Nd · 129Nd · 130Nd · 131Nd · 132Nd · 133Nd · 133m1Nd · 133m2Nd · 134Nd · 134mNd · 135Nd · 135mNd · 136Nd · 137Nd · 137mNd · 138Nd · 138mNd · 139Nd · 139m1Nd · 139m2Nd · 140Nd · 140mNd · 141Nd · 141mNd · 142Nd · 143Nd · 144Nd · 145Nd · 146Nd · 147Nd · 148Nd · 149Nd · 150Nd · 151Nd · 152Nd · 153Nd · 154Nd · 154m1Nd · 154m2Nd · 155Nd · 156Nd · 156mNd · 157Nd · 158Nd · 159Nd · 160Nd · 161Nd · 162Nd